# Dirk Fischer
Dirk Fischer, rodným jménem Stewart Roussin Fischer (1. září 1924 – 25. února 2013) byl americký jazzový hudebník. Narodil se do rodiny francouzsko-německého původu a byl nejstarším ze čtyř sourozencům (mimo jiné měl mladšího bratra Clarea, který se později rovněž stal hudebníkem). Na trubku začal hrát ve svých třinácti letech a o rok později přešel k saxofonu; později začal hrát ještě na pozoun. Později působil v několika skupinách a během druhé světové války soužil v armádě. Později se opět začal věnovat hudbě a rovněž pracoval jako pedagog. Zemřel v roce 2013 ve věku 88 let.